# Zentralverband der Baugewerblichen Hilfsarbeiter Deutschlands
Der Zentralverband der Baugewerblichen Hilfsarbeiter Deutschlands wurde 1891 unter dem Namen Verband Deutscher Bauarbeiter und Berufsgenossen gegründet. In der freien Gewerkschaft waren die Bauarbeiter im Deutschen Kaiserreich organisierte.

## Geschichte
Am 6. April 1891 wurde in Halle, nach Außerkrafttreten des Sozialistengesetzes, der Verband Deutscher Bauarbeiter und Berufsgenossen gegründet. 1897 erhielt der Verband den Namen Verband der Bau-, Erd- und Gewerblichen Hilfsarbeiter Deutschlands und 1905 Verband der Baugewerblichen Hilfsarbeiter Deutschlands. Seit 1908 führte die Gewerkschaft den Namen Zentralverband der Baugewerblichen Hilfsarbeiter Deutschlands. Seine Zeitung war Der Bauarbeiter.
Der Verband war Mitglied in der Generalkommission der Gewerkschaften Deutschlands und der in Hamburg ansässigen Bauarbeiter-Internationale.
Am Beginn 1911 fusionierte die Gewerkschaft mit dem Zentralverband der Maurer Deutschlands und bildete den Deutschen Bauarbeiter-Verband.

## Vorsitzende
- 1891–1901: F. Krens
- 1901–1910: Gustav Behrendt